# Shadows of Son Heath
Shadows of Son Heath is een kunstwerk van de Nederlandse kunstenaar Marcel Smink langs de A50 bij verzorgingsplaats Sonse Heide. Het is op 17 september 2009 onthuld, precies 65 jaar na de eerste luchtlandingen van de 101e Luchtlandingsdivisie in het kader van Operatie Market Garden.
Het is een soort wandelpad op een talud onder een slangvormige ijzeren constructie van 73 meter lang, begroeid met verschillende soorten klimplanten. Hieronder staan bijzondere banken en picknicktafels. De twee gestileerde adelaars verwijzen naar de "screaming eagles", de bijnaam van de 101e Luchtlandingsdivisie.
Het kunstwerk is het eerste van drie grote, opvallende kunstwerken die langs het wegvak tussen Eindhoven en Oss zullen worden gerealiseerd. Het is de bedoeling dat deze drie kunstwerken verwijzen naar zes thema's: natuur, Operatie Market Garden, de Nieuw Arcadische Route (NAR), de pelgrimsroutes, de streek en de A50.

## Externe bronnen
- Kunst langs de A50[dode link]
- Stichting Kunst en Openbare Ruimte - Shadows of Son Heath[dode link]
- Website van de kunstenaar